# Дајтинг
Дајтинг (њем. Daiting) општина је у њемачкој савезној држави Баварска. Једно је од 43 општинска средишта округа Донау-Рис. Према процјени из 2010. у општини је живјело 779 становника. Посједује регионалну шифру (AGS) 9779129.

## Географски и демографски подаци
Дајтинг се налази у савезној држави Баварска у округу Донау-Рис. Општина се налази на надморској висини од 445 метара. Површина општине износи 25,4 km². У самом мјесту је, према процјени из 2010. године, живјело 779 становника. Просјечна густина становништва износи 31 становника/km².